# Acacia pendula
Acacia pendula és una espècie de planta arbustiva que pertany a la subfamília Mimosaceae dins el grup de les Lleguminoses. És una acàcia endèmica d'Austràlia i es distribueix pel sud-est del continent. Tal com és comú en el gènere Acàcia, aquestes plantes han modificat les fulles, les quals s'anomenen fil·lodis, reduint-les al màxim com a adaptació a la sequera. Aquests arbres sovint estan reservats al cultiu i plantació per a fer ombra i refugi.

## Descripció

### Port
Acacia pendula és un arbust o arbre de petita mida que pot arribar fins als 12 metres d'alçada.

### Fulles
Té unes fulles de color gris platejat, compostes i bipinnades, estretament lanceolades, normalment corbades i amb 1 a 3 nervis més prominents que els altres. Estan densament envoltades d'una pilositat argentada que les cobreix completament.

### Flors
Els seus glomèruls fan 12 mm de diàmetre amb les flors grogues i molt perfumades. Floreix de febrer a març.

## Distribució i hàbitat
En el seu ambient natiu creix normalment en sòls al·luvials, sòls que han estat "rentats" per mars antics i que estan composts de grava, sorra, llims i argila. A la zona de Victòria hi creix també en zones d'argiles pesants. El seu hàbitat (principalment el costat occidental de la Gran Serralada Divisòria), s'interposa entre la precipitació anual de 400-600 mm.